# Technische Vakschool
Een Technische Vakschool (TVS) was een bedrijfsopleiding die verbonden was aan de Nederlandse steenkoolmijnen.
Er waren vijf TVS'en: voor elk van de vier werkende Staatsmijnen een. Daarnaast was er een voor de gezamenlijke particuliere mijnen.
De leerlingen moesten het diploma van de ambachtsschool hebben behaald. Ze waren dan ook 18 jaar oud. Deze leerlingen werden, door middel van een 3-jarige opleiding, opgeleid voor technische functies binnen het mijnbedrijf, zoals aanleg, bediening en onderhoud van de technische installaties.
De volgende studierichtingen werden aangeboden: Metaalbewerking, Elektrotechniek, Meet-en regeltechniek en de Machinistenopleiding. Chemische techniek kon men leren op de Technische Vakschool voor de Chemische Industrie te Geleen.
Het aantal leerlingen lag veel lager dan bij de Ondergrondse Vakschool, gewoonlijk enkele honderden.